# Graham Sutton
Oliver Graham Sutton (* 4. Februar 1903 in Cwmcarn, Wales; † 26. Mai 1977 in Sketty Green bei Swansea) war ein britischer (walisischer) angewandter Mathematiker und Meteorologe.

## Leben
Sutton studierte ab 1920 am University College of Wales in Aberystwyth mit dem Bachelor-Abschluss in Mathematik 1923 und an der Universität Oxford (Jesus College), mit dem Bachelor-Abschluss in Mathematik 1925. Seine Forschung zu Folgen orthogonaler Funktionen hatte er schon 1924 veröffentlicht. Er war ein Jahr Mathematiklehrer in Cardiff und von 1926 bis 1928 Assistant Lecturer in Mathematik am University College of Wales in Aberystwyth. Ab 1929 war er beim UK Meteorological Office, zunächst in Shoeburyness und von 1929 bis 1941 in Porton Down. Dort wurde er 1938 Leiter der meteorologischen Abteilung. Er war an meteorologischer Forschung für das Militär beteiligt, unter anderem bei den Milzbrandexperimenten in Porton Down (mit der Verseuchung von Gruinard Island 1942) und an Studien zur Auswirkung des Wetters auf Giftgas am Boden. Er war aber auch allgemein in der militärischen Forschung aktiv und von 1943 bis 1945 Superintendant für die Forschung zur Bewaffnung von Panzern (Tank Armament Research).  Nach dem Krieg war er von 1945 bis 1947 Chief Superintendent des Radar Research and Development Establishment in Malvern. Danach war er Bashforth Professor für mathematische Physik am Royal Military College of Science in Shrivenham. Von 1953 bis 1965 war er Direktor des UK Meteorological Office. Dort setzte er sich für numerische Wettervorhersage mit Computern ein und sorgte für deren Installation, er führte eine Abteilung für Forschung in der hohen Atmosphäre ein (mit ersten Satelliten ab 1964) und verbesserte die Verbreitung von Wetterdaten (zunächst als Telefonansage, dann Radio und TV). Nach seiner Pensionierung war er von 1965 bis 1970 Vorsitzender des Natural Environment Research Council (NERC). Von 1967 bis 1976 war er Vizepräsident des University College of Wales in Aberystwyth.
1951 war er wissenschaftlicher Berater der britischen Armee (Army Council). Von 1953 bis 1955 war er Präsident der Royal Meteorological Society.
1931 heiratete er Doris Morgan, mit der er zwei Söhne hatte.

## Werk
Als Meteorologe unternahm er grundlegende Untersuchungen zu atmosphärischer Diffusion und Grenzschicht-Turbulenz. Das geschah noch in Porton Down im Rahmen der Ausbreitung von Giftgasen, wurde aber auch für die industrielle Luftverschmutzung bedeutsam. Von 1950 bis 1955 war er Vorsitzender des Atmospheric Pollution Research Committee und er war im Beaver Committee, das Maßnahmen gegen Luftverschmutzung erarbeitete, die in den Clean Air Act mündeten. Diese meist theoretische Forschung begründete sein wissenschaftliches Ansehen.

## Ehrungen und Mitgliedschaften
1949 wurde er Fellow der Royal Society, 1950 wurde er CBE und 1955 wurde er geadelt. 1958 hielt er eine der Royal Institution Christmas Lectures und 1959 erhielt er die Symons Gold Medal der Royal Meteorological Society. 1968 erhielt er den International Meteorological Organization Prize und den Frank A. Chambers Award der Air Pollution Control Association. Er war Ehrendoktor der Universitäten Leeds und Wales.

## Bücher
- Atmospheric Turbulence, 1949
- The Science of Flight, 1950
- Micrometeorology, 1953
- Mathematics in Action, 1953
- mit  D. S. Meyler: Compendium of Mathematics and Physics, 1957
- Understanding Weather, 1978